# Ludwig Schwarzenberg
Ludwig Schwarzenberg (* 27. November 1787 in Kassel; † 26. Oktober 1857 ebenda; vollständiger Name: Johannes Daniel Wilhelm Ludwig Schwarzenberg) war ein deutscher Jurist und Politiker. Er war mehrfach Präsident der kurhessischen Ständeversammlung und Mitglied der Frankfurter Nationalversammlung.

## Leben
Sein Vater war Pfarrer, er selbst studierte Rechtswissenschaften an den Universitäten Marburg und Göttingen. Anschließend trat er 1807 als Regierungsprokurator in den Dienst der vorläufigen französischen Besatzungsverwaltung in Kassel ein. Nach der Bildung des Königreichs Westphalen war er bis 1809 Advokat beim Staatsrat des Königreichs. Danach ging er in das Lager der Gegner Napoleons über. Er nahm 1809 am Dörnbergschen Aufstand teil und floh anschließend nach Böhmen. Noch im selben Jahr trat er als Freiwilliger in das Freikorps des Herzogs von Braunschweig-Oels ein. Mit diesem kämpfte er im Range eines Leutnants auf britischer Seite 1812 unter anderem in der Schlacht von Salamanca. Ein Jahr später war er an der Belagerung von San Sebastian beteiligt. Dort wurde er schwer verwundet und geriet in französische Kriegsgefangenschaft. Nach seiner Entlassung war er teilweise gelähmt und trat im Jahr 1814 im Range eines Hauptmanns aus dem Militärdienst aus.
Schwarzenberg war seitdem bis 1835 Advokat und Prokurator in Kassel. Danach wirkte er dort bis 1857 als Obergerichtsanwalt. Er arbeitete u. a. an der liberalen Zeitung Der Verfassungsfreund mit, die zwischen 1831 und 1834 erschien.

## Politik
Bereits seit 1833 gehörte Schwarzenberg als liberaler Politiker der kurhessischen Ständeversammlung an. Hier zählte er zusammen mit Karl Wilhelm Wippermann zu den entschiedenen Liberalen, indem er u. a. für ein Pressegesetz eintrat. Schwarzenberg wirkte in zahlreichen Ausschüssen des Landtags aktiv mit. Sein Mandat behielt er bis 1850. Im Jahr 1838 und von 1848 bis 1850 war er Präsident des Parlaments und 1839, 1845 und 1848 Vizepräsident. Im Jahr 1850 war er Vorsitzender des permanenten Ständeausschusses.
Auch über Kurhessen hinaus war Schwarzenberg politisch aktiv. Er nahm 1848 am Vorparlament teil und war Mitglied des Fünfzigerausschusses. Zwischen dem 18. Mai 1848 und dem 23. Oktober 1848 vertrat er den Wahlkreis Kurhessen 1 (Kassel) in der Frankfurter Nationalversammlung. Er gehörte der Fraktion Westendhall an und war Mitglied des Geschäftsordnungsausschusses.
Wegen seiner Beteiligung am kurhessischen Verfassungskonflikt wurde Schwarzenberg zu Festungshaft verurteilt.
Im Jahr 1856 wurde ihm die Ehrenbürgerwürde der Stadt Kassel verliehen.
Sein Sohn Philipp Schwarzenberg war ebenfalls Mitglied der Frankfurter Nationalversammlung.